# Griechische Prosaiker in neuen Uebersetzungen

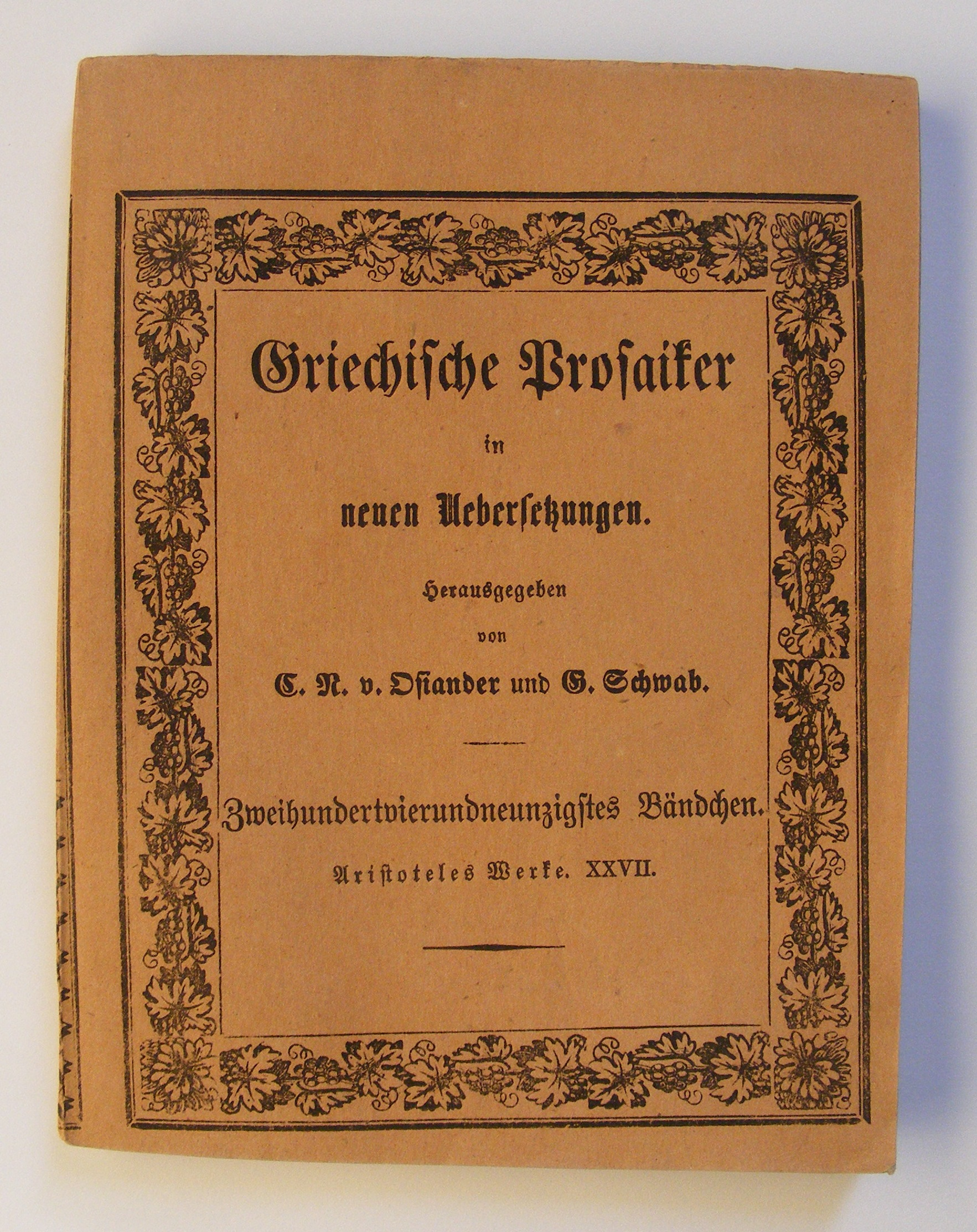
Band der Reihe

Griechische Prosaiker in neuen Uebersetzungen ist der Titel einer Übersetzungsreihe, die unter der Redaktion von Gottlieb Lukas Friedrich Tafel (1787–1860), Christian Nathanael Osiander (1781–1855) und Gustav Schwab (1792–1850) von 1826 bis 1869 im Metzler-Verlag in Stuttgart erschien. Die Reihe mit deutschen Übersetzungen von Klassikern der griechischen Literatur umfasst insgesamt 355 Bände.
Von den drei herausgebenden Professoren Tafel, Osiander und Schwab wurden ebenfalls herausgegeben: Griechische Dichter in neuen metrischen Uebersetzungen (1–75), Römische Dichter in neuen metrischen Uebersetzungen (1–77) und Römische Prosaiker in neuen Übersetzungen (1–242).

## Übersicht
In der folgenden Liste sind überwiegend die Erstausgaben verzeichnet. Sämtliche Bände der Reihe liegen in Digitalisaten vor.
| Nr. | Autor, Text | Übersetzer                                     | Erscheinungsjahr |
| --- | --- | ---------------------------------------------- | ---------------- |
| 1   | Thucydides, Geschichte des Peloponnesischen Kriegs 1                                                            | Christian Nathanael Osiander                   | 1826             |
| 2   | Plutarch, Vergleichende Lebensbeschreibungen 1                                                                  | Johann Gottfried Klaiber                       | 1827             |
| 3   | Lucian, Werke 1                                                                                                 | August Pauly                                   | 1827             |
| 4   | Thucydides, Geschichte des Peloponnesischen Kriegs 2                                                            | Christian Nathanael Osiander                   | 1827             |
| 5   | Lucian, Werke 2                                                                                                 | August Pauly                                   | 1827             |
| 6   | Thucydides, Geschichte des Peloponnesischen Kriegs 3                                                            | Christian Nathanael Osiander                   | 1827             |
| 7   | Lucian, Werke 3                                                                                                 | August Pauly                                   | 1827             |
| 8   | Lucian, Werke 4                                                                                                 | August Pauly                                   | 1827             |
| 9   | Dionysius von Halikarnaß, Urgeschichte der Römer 1                                                              | Gottfried Jakob Schaller                       | 1827             |
| 10  | Lucian, Werke 5                                                                                                 | August Pauly                                   | 1827             |
| 11  | Lucian, Werke 6                                                                                                 | August Pauly                                   | 1827             |
| 12  | Thucydides, Geschichte des Peloponnesischen Kriegs 4                                                            | Christian Nathanael Osiander                   | 1827             |
| 13  | Xenophon von Athen, Cyropädie 1                                                                                 | Christian Walz                                 | 1827             |
| 14  | Plutarch, Vergleichende Lebensbeschreibungen 2                                                                  | Johann Gottfried Klaiber                       | 1827             |
| 15  | Pausanias, Beschreibung von Griechenland 1                                                                      | Carl Gottfried Siebelis                        | 1827             |
| 16  | Pausanias, Beschreibung von Griechenland 2                                                                      | Carl Gottfried Siebelis                        | 1827             |
| 17  | Dionysius von Halikarnaß, Urgeschichte der Römer 2                                                              | Gottfried Jakob Schaller                       | 1827             |
| 18  | Xenophon von Athen, Cyropädie 2                                                                                 | Christian Walz                                 | 1827             |
| 19  | Xenophon von Athen, Cyropädie 3                                                                                 | Christian Walz                                 | 1827             |
| 20  | Diodor von Sizilien, Historische Bibliothek 1                                                                   | Julius Friedrich Wurm                          | 1827             |
| 21  | Xenophon von Athen, Erinnerungen an Socrates 1                                                                  | Christoph Eberhard Finckh                      | 1827             |
| 22  | Lucian, Werke 7                                                                                                 | August Pauly                                   | 1827             |
| 23  | Aeschines der Sokratiker, Gespräche; Cebes der Thebaner, Gemälde                                                | Karl Pfaff                                     | 1827             |
| 24  | Xenophon von Athen, Erinnerungen an Socrates 2; Vertheidigung des Socrates; Gastmahl                            | Christoph Eberhard Finckh                      | 1828             |
| 25  | Flavius Philostratus der Aeltere, Heldengeschichten                                                             | Friedrich Jakobs                               | 1828             |
| 26  | Xenophon von Athen, Feldzug des jüngern Cyrus 1                                                                 | Leonhard Tafel                                 | 1828             |
| 27  | Xenophon von Athen, Feldzug des jüngern Cyrus 2                                                                 | Leonhard Tafel                                 | 1828             |
| 28  | Xenophon von Athen, Feldzug des jüngern Cyrus 3                                                                 | Leonhard Tafel                                 | 1828             |
| 29  | Apollodor, Mythologische Bibliothek 1                                                                           | Christian Gottlob Moser                        | 1828             |
| 30  | Apollodor, Mythologische Bibliothek 2                                                                           | Christian Gottlob Moser                        | 1828             |
| 31  | Plutarch, Vergleichende Lebensbeschreibungen 3                                                                  | Johann Gottfried Klaiber                       | 1828             |
| 32  | Appian von Alexandrien, Römische Geschichten 1                                                                  | Ferdinand Ludwig Immanuel Dillenius            | 1828             |
| 33  | Plutarch, Moralische Schriften 1                                                                                | Johann Christian Felix Bähr                    | 1828             |
| 34  | Herodot von Halikarnaß, Geschichte 1                                                                            | Adolf Schöll                                   | 1828             |
| 35  | Diodor von Sizilien, Historische Bibliothek 2                                                                   | Julius Friedrich Wurm                          | 1828             |
| 36  | Lucian, Werke 8                                                                                                 | August Pauly                                   | 1828             |
| 37  | Herodot von Halikarnaß, Geschichte 2                                                                            | Adolf Schöll                                   | 1828             |
| 38  | Thucydides, Geschichte des Peloponnesischen Kriegs 5                                                            | Christian Nathanael Osiander                   | 1828             |
| 39  | Pausanias, Beschreibung von Griechenland 3                                                                      | Carl Gottfried Siebelis                        | 1828             |
| 40  | Xenophon von Athen, Von der Haushaltungskunst; Hiero oder Herrscherleben                                        | Adolph Heinrich Christian                      | 1828             |
| 41  | Aeschines der Redner, Rede gegen Timarchus                                                                      | Johann Heinrich Bremi                          | 1828             |
| 42  | Arrian von Nicomedien, Taktik; Geschichte der Feldzüge Alexanders 1                                             | Christian Heinrich Dörner                      | 1829             |
| 43  | Plutarch, Moralische Schriften 2                                                                                | Johann Christian Felix Bähr                    | 1829             |
| 44  | Thucydides, Geschichte des Peloponnesischen Kriegs 6                                                            | Christian Nathanael Osiander                   | 1829             |
| 45  | Herodot von Halikarnaß, Geschichte 3                                                                            | Adolf Schöll                                   | 1828             |
| 46  | Thucydides, Geschichte des Peloponnesischen Kriegs 7                                                            | Christian Nathanael Osiander                   | 1829             |
| 47  | Plutarch, Moralische Schriften 3                                                                                | Johann Christian Felix Bähr                    | 1829             |
| 48  | Flavius Philostratus der Aeltere, Leben des Apollonius von Tyana 1                                              | Friedrich Jakobs                               | 1829             |
| 49  | Aeschines der Redner, Rede über die Truggesandtschaft; Rede gegen Ktesiphon 1                                   | Johann Heinrich Bremi                          | 1829             |
| 50  | Lucian, Werke 9                                                                                                 | August Pauly                                   | 1828             |
| 51  | Plutarch, Moralische Schriften 4                                                                                | Johann Christian Felix Bähr                    | 1829             |
| 52  | Appian von Alexandrien, Römische Geschichten 2                                                                  | Ferdinand Ludwig Immanuel Dillenius            | 1829             |
| 53  | Aeschines der Redner, Rede gegen Ktesiphon 2; Briefe                                                            | Johann Heinrich Bremi                          | 1829             |
| 54  | Arrian von Nicomedien, Geschichte der Feldzüge Alexanders 2                                                     | Christian Heinrich Dörner                      | 1829             |
| 55  | Plutarch, Vergleichende Lebensbeschreibungen 4                                                                  | Johann Gottfried Klaiber                       | 1829             |
| 56  | Diodor von Sizilien, Historische Bibliothek 3                                                                   | Julius Friedrich Wurm                          | 1829             |
| 57  | Pausanias, Beschreibung von Griechenland 4                                                                      | Carl Gottfried Siebelis                        | 1829             |
| 58  | Lucian, Werke 10                                                                                                | August Pauly                                   | 1829             |
| 59  | Herodot von Halikarnaß, Geschichte 4                                                                            | Adolf Schöll                                   | 1829             |
| 60  | Herodot von Halikarnaß, Geschichte 5                                                                            | Adolf Schöll                                   | 1829             |
| 61  | Diodor von Sizilien, Historische Bibliothek 4                                                                   | Julius Friedrich Wurm                          | 1829             |
| 62  | Appian von Alexandrien, Römische Geschichten 3                                                                  | Ferdinand Ludwig Immanuel Dillenius            | 1829             |
| 63  | Strabo, Geographie 1                                                                                            | Karl Kärcher                                   | 1829             |
| 64  | Dionysius von Halikarnaß, Urgeschichte der Römer 3                                                              | Gottfried Jakob Schaller                       | 1829             |
| 65  | Plutarch, Moralische Schriften 5                                                                                | Johann Christian Felix Bähr                    | 1830             |
| 66  | Flavius Philostratus der Aeltere, Leben des Apollonius von Tyana 2                                              | Friedrich Jakobs                               | 1830             |
| 67  | Plutarch, Vergleichende Lebensbeschreibungen 5                                                                  | Johann Gottfried Klaiber                       | 1830             |
| 68  | Strabo, Geographie 2                                                                                            | Karl Kärcher                                   | 1830             |
| 69  | Xenophon von Athen, Lobrede auf Agesilaus; Staatsverfassung der Lacedämonier; Staatsverfassung der Athener      | Adolph Heinrich Christian                      | 1830             |
| 70  | Isäus der Redner, [Reden] 1                                                                                     | Georg Friedrich Schömann                       | 1830             |
| 71  | Isäus der Redner, [Reden] 2                                                                                     | Georg Friedrich Schömann                       | 1830             |
| 72  | Plutarch, Moralische Schriften 6                                                                                | Johann Christian Felix Bähr                    | 1830             |
| 73  | Herodian, Geschichte des Kaiserthums seit dem Tode des Markus 1                                                 | Christian Nathanael Osiander                   | 1830             |
| 74  | Appian von Alexandrien, Römische Geschichten 4                                                                  | Ferdinand Ludwig Immanuel Dillenius            | 1830             |
| 75  | Herodian, Geschichte des Kaiserthums seit dem Tode des Markus 2                                                 | Christian Nathanael Osiander                   | 1830             |
| 76  | Lucian, Werke 11                                                                                                | August Pauly                                   | 1830             |
| 77  | Appian von Alexandrien, Römische Geschichten 5                                                                  | Ferdinand Ludwig Immanuel Dillenius            | 1830             |
| 78  | Herodot von Halikarnaß, Geschichte 6                                                                            | Adolf Schöll                                   | 1830             |
| 79  | Appian von Alexandrien, Römische Geschichten 6                                                                  | Ferdinand Ludwig Immanuel Dillenius            | 1830             |
| 80  | Strabo, Geographie 3                                                                                            | Karl Kärcher                                   | 1830             |
| 81  | Plutarch, Vergleichende Lebensbeschreibungen 6                                                                  | Johann Gottfried Klaiber                       | 1830             |
| 82  | Xenophon von Athen, Von den Staatseinkünften der Athener; Von der Reitkunst; Der Reitereibefehlshaber           | Adolph Heinrich Christian                      | 1830             |
| 83  | Strabo, Geographie 4                                                                                            | Karl Kärcher                                   | 1830             |
| 84  | Appian von Alexandrien, Römische Geschichten 7                                                                  | Ferdinand Ludwig Immanuel Dillenius            | 1830             |
| 85  | Plutarch, Vergleichende Lebensbeschreibungen 7                                                                  | Johann Gottfried Klaiber                       | 1831             |
| 86  | Lucian, Werke 12                                                                                                | August Pauly                                   | 1831             |
| 87  | Strabo, Geographie 5                                                                                            | Karl Kärcher                                   | 1831             |
| 88  | Diodor von Sizilien, Historische Bibliothek 5                                                                   | Julius Friedrich Wurm                          | 1831             |
| 89  | Appian von Alexandrien, Römische Geschichten 8                                                                  | Ferdinand Ludwig Immanuel Dillenius            | 1831             |
| 90  | Arrian von Nicomedien, Geschichte der Feldzüge Alexanders 3                                                     | Christian Heinrich Dörner                      | 1831             |
| 91  | Plutarch, Moralische Schriften 7                                                                                | Johann Christian Felix Bähr                    | 1831             |
| 92  | Cassius Dio, Römische Geschichte 1                                                                              | Leonhard Tafel                                 | 1831             |
| 93  | Appian von Alexandrien, Römische Geschichten 9                                                                  | Ferdinand Ludwig Immanuel Dillenius            | 1831             |
| 94  | Xenophon von Athen, Von der Jagd; Briefe                                                                        | Adolph Heinrich Christian                      | 1831             |
| 95  | Xenophon von Athen, Hellenische Geschichte 1                                                                    | Christian Nathanael Osiander                   | 1831             |
| 96  | Xenophon von Athen, Hellenische Geschichte 2                                                                    | Christian Nathanael Osiander                   | 1831             |
| 97  | Xenophon von Athen, Hellenische Geschichte 3                                                                    | Christian Nathanael Osiander                   | 1831             |
| 98  | Diodor von Sizilien, Historische Bibliothek 6                                                                   | Julius Friedrich Wurm                          | 1831             |
| 99  | Xenophon von Athen, Hellenische Geschichte 4                                                                    | Christian Nathanael Osiander                   | 1831             |
| 100 | Herodot von Halikarnaß, Geschichte 7                                                                            | Adolf Schöll                                   | 1831             |
| 101 | Herodot von Halikarnaß, Geschichte 8                                                                            | Adolf Schöll                                   | 1831             |
| 102 | Diodor von Sizilien, Historische Bibliothek 7                                                                   | Julius Friedrich Wurm                          | 1831             |
| 103 | Cassius Dio, Römische Geschichte 2                                                                              | Leonhard Tafel                                 | 1831             |
| 104 | Plutarch, Moralische Schriften 8                                                                                | Johann Christian Felix Bähr                    | 1831             |
| 105 | Lucian, Werke 13                                                                                                | August Pauly                                   | 1831             |
| 106 | Flavius Philostratus der Aeltere, Leben des Apollonius von Tyana 4                                              | Friedrich Jakobs                               | 1831             |
| 107 | Lucian, Werke 14                                                                                                | August Pauly                                   | 1831             |
| 108 | Cassius Dio, Römische Geschichte 3                                                                              | Leonhard Tafel                                 | 1831             |
| 109 | Plutarch, Vergleichende Lebensbeschreibungen 8                                                                  | Johann Gottfried Klaiber                       | 1832             |
| 110 | Plutarch, Moralische Schriften 9                                                                                | Johann Christian Felix Bähr                    | 1831             |
| 111 | Flavius Philostratus der Aeltere, Leben des Apollonius von Tyana 5                                              | Friedrich Jakobs                               | 1832             |
| 112 | Herodot von Halikarnaß, Geschichte 9                                                                            | Adolf Schöll                                   | 1832             |
| 113 | Cassius Dio, Römische Geschichte 4                                                                              | Leonhard Tafel                                 | 1832             |
| 114 | Lucian, Werke 15                                                                                                | August Pauly                                   | 1832             |
| 115 | Herodot von Halikarnaß, Geschichte 10                                                                           | Adolf Schöll                                   | 1832             |
| 116 | Herodot von Halikarnaß, Geschichte 11                                                                           | Adolf Schöll                                   | 1832             |
| 117 | Diodor von Sizilien, Historische Bibliothek 8                                                                   | Julius Friedrich Wurm                          | 1832             |
| 118 | Arrian von Nicomedien, Geschichte der Feldzüge Alexanders 4                                                     | Christian Heinrich Dörner                      | 1832             |
| 119 | Appian von Alexandrien, Römische Geschichten 10                                                                 | Ferdinand Ludwig Immanuel Dillenius            | 1832             |
| 120 | Dionysius von Halikarnaß, Urgeschichte der Römer 4                                                              | Gottfried Jakob Schaller                       | 1832             |
| 121 | Appian von Alexandrien, Römische Geschichten 11                                                                 | Ferdinand Ludwig Immanuel Dillenius            | 1832             |
| 122 | Diodor von Sizilien, Historische Bibliothek 9                                                                   | Julius Friedrich Wurm                          | 1832             |
| 123 | Arrian von Nicomedien, Indische Nachrichten 1                                                                   | Christian Heinrich Dörner                      | 1832             |
| 124 | Diodor von Sizilien, Historische Bibliothek 10                                                                  | Julius Friedrich Wurm                          | 1832             |
| 125 | Longus, Hirtengeschichten von Daphnis und Chloe                                                                 | Friedrich Jacobs                               | 1832             |
| 126 | Flavius Philostratus der Aeltere, Gemälde 1                                                                     | August Ferdinand Lindau                        | 1832             |
| 127 | Strabo, Geographie 6                                                                                            | Karl Kärcher                                   | 1832             |
| 128 | Isokrates, Werke 1                                                                                              | Adolph Heinrich Christian                      | 1832             |
| 129 | Strabo, Geographie 7                                                                                            | Karl Kärcher                                   | 1832             |
| 130 | Flavius Philostratus der Aeltere, Gemälde 2                                                                     | August Ferdinand Lindau                        | 1833             |
| 131 | Flavius Philostratus der Jüngere, Gemälde; Kallistratus, Standbilder                                            | August Ferdinand Lindau                        | 1833             |
| 132 | Aristoteles, Rhetorik 1                                                                                         | Karl Ludwig Roth                               | 1833             |
| 133 | Aristoteles, Rhetorik 2                                                                                         | Karl Ludwig Roth                               | 1833             |
| 134 | Cassius Dio, Römische Geschichte 5                                                                              | Leonhard Tafel                                 | 1833             |
| 135 | Polyän, Kriegslisten 1                                                                                          | Wilhelm Hermann Blume                          | 1833             |
| 136 | Isokrates, Werke 2                                                                                              | Adolph Heinrich Christian                      | 1833             |
| 137 | Appian von Alexandrien, Römische Geschichten 12                                                                 | Ferdinand Ludwig Immanuel Dillenius            | 1834             |
| 138 | Isokrates, Werke 3                                                                                              | Adolph Heinrich Christian                      | 1834             |
| 139 | Arrian von Nicomedien, Indische Nachrichten 2                                                                   | Christian Heinrich Dörner                      | 1834             |
| 140 | Diodor von Sizilien, Historische Bibliothek 11                                                                  | Julius Friedrich Wurm                          | 1834             |
| 141 | Strabo, Geographie 8                                                                                            | Karl Kärcher                                   | 1834             |
| 142 | Strabo, Geographie 9                                                                                            | Karl Kärcher                                   | 1835             |
| 143 | Isokrates, Werke 4                                                                                              | Adolph Heinrich Christian                      | 1835             |
| 144 | Isokrates, Werke 5                                                                                              | Adolph Heinrich Christian                      | 1835             |
| 145 | Plutarch, Moralische Schriften 10                                                                               | Johann Christian Felix Bähr                    | 1835             |
| 146 | Plutarch, Moralische Schriften 11                                                                               | Johann Christian Felix Bähr                    | 1835             |
| 147 | Strabo, Geographie 10                                                                                           | Karl Kärcher                                   | 1835             |
| 148 | Strabo, Geographie 11                                                                                           | Karl Kärcher                                   | 1836             |
| 149 | Plutarch, Vergleichende Lebensbeschreibungen 9                                                                  | Johann Gottfried Klaiber                       | 1836             |
| 150 | Strabo, Geographie 12                                                                                           | Karl Kärcher                                   | 1836             |
| 151 | Isokrates, Werke 6                                                                                              | Adolph Heinrich Christian                      | 1836             |
| 152 | Isokrates, Werke 7                                                                                              | Adolph Heinrich Christian                      | 1836             |
| 153 | Isokrates, Werke 8                                                                                              | Adolph Heinrich Christian                      | 1836             |
| 154 | Aristoteles, Organon 1                                                                                          | Karl Zell                                      | 1836             |
| 155 | Aristoteles, Organon 2                                                                                          | Karl Zell                                      | 1836             |
| 156 | Parthenius der Nicäer, Liebesgeschichten; Antoninus Liberalis, Sammlung von Verwandlungen                       | Friedrich Jacobs                               | 1837             |
| 157 | Aristoteles, Organon 3                                                                                          | Karl Zell                                      | 1837             |
| 158 | Appian von Alexandrien, Römische Geschichten 13                                                                 | Ferdinand Ludwig Immanuel Dillenius            | 1837             |
| 159 | Appian von Alexandrien, Römische Geschichten 14                                                                 | Ferdinand Ludwig Immanuel Dillenius            | 1837             |
| 160 | Appian von Alexandrien, Römische Geschichten 15                                                                 | Ferdinand Ludwig Immanuel Dillenius            | 1837             |
| 161 | Polyän, Kriegslisten 2                                                                                          | Wilhelm Hermann Blume                          | 1837             |
| 162 | Heliodor, Aethiopische Geschichten 1                                                                            | Friedrich Jacobs                               | 1837             |
| 163 | Diodor von Sizilien, Historische Bibliothek 12                                                                  | Julius Friedrich Wurm                          | 1837             |
| 164 | Cassius Dio, Römische Geschichte 6                                                                              | Leonhard Tafel                                 | 1837             |
| 165 | Aristoteles, Organon 4                                                                                          | Karl Zell                                      | 1837             |
| 166 | Plutarch, Moralische Schriften 12                                                                               | Johann Christian Felix Bähr                    | 1837             |
| 167 | Cassius Dio, Römische Geschichte 7                                                                              | Leonhard Tafel                                 | 1837             |
| 168 | Heliodor, Aethiopische Geschichten 2                                                                            | Friedrich Jacobs                               | 1838             |
| 169 | Diodor von Sizilien, Historische Bibliothek 13                                                                  | Julius Friedrich Wurm                          | 1838             |
| 170 | Plutarch, Moralische Schriften 13                                                                               | Johann Christian Felix Bähr                    | 1838             |
| 171 | Dionysius von Halikarnaß, Urgeschichte der Römer 5                                                              | Gottfried Jakob Schaller                       | 1838             |
| 172 | Diodor von Sizilien, Historische Bibliothek 14                                                                  | Julius Friedrich Wurm                          | 1838             |
| 173 | Heliodor, Aethiopische Geschichten 3                                                                            | Friedrich Jacobs                               | 1838             |
| 174 | Plutarch, Vergleichende Lebensbeschreibungen 10                                                                 | Johann Gottfried Klaiber                       | 1838             |
| 175 | Cassius Dio, Römische Geschichte 8                                                                              | Leonhard Tafel                                 | 1838             |
| 176 | Cassius Dio, Römische Geschichte 9                                                                              | Leonhard Tafel                                 | 1838             |
| 177 | Cassius Dio, Römische Geschichte 10                                                                             | Leonhard Tafel                                 | 1838             |
| 178 | Cassius Dio, Römische Geschichte 11                                                                             | Leonhard Tafel                                 | 1839             |
| 179 | Demosthenes, Werke 1                                                                                            | Heinrich August Pabst                          | 1839             |
| 180 | Demosthenes, Werke 2                                                                                            | Heinrich August Pabst                          | 1839             |
| 181 | Demosthenes, Werke 3                                                                                            | Heinrich August Pabst                          | 1839             |
| 182 | Claudius Aelianus, Vermischte Nachrichten 1                                                                     | Christian Gottlieb Wunderlich                  | 1839             |
| 183 | Diodor von Sizilien, Historische Bibliothek 15                                                                  | Julius Friedrich Wurm                          | 1839             |
| 184 | Cassius Dio, Römische Geschichte 12                                                                             | Leonhard Tafel                                 | 1839             |
| 185 | Demosthenes, Werke 4                                                                                            | Heinrich August Pabst                          | 1839             |
| 186 | Claudius Aelianus, Vermischte Nachrichten 2                                                                     | Christian Gottlieb Wunderlich                  | 1839             |
| 187 | Claudius Aelianus, Vermischte Nachrichten 3                                                                     | Christian Gottlieb Wunderlich                  | 1839             |
| 188 | Diodor von Sizilien, Historische Bibliothek 16                                                                  | Julius Friedrich Wurm                          | 1839             |
| 189 | Claudius Aelianus, Thiergeschichten 1                                                                           | Friedrich Jacobs                               | 1839             |
| 190 | Demosthenes, Werke 5                                                                                            | Heinrich August Pabst                          | 1839             |
| 191 | Demosthenes, Werke 6                                                                                            | Heinrich August Pabst                          | 1839             |
| 192 | Cassius Dio, Römische Geschichte 13                                                                             | Leonhard Tafel                                 | 1839             |
| 193 | Diodor von Sizilien, Historische Bibliothek 17                                                                  | Julius Friedrich Wurm                          | 1840             |
| 194 | Diodor von Sizilien, Historische Bibliothek 18                                                                  | Julius Friedrich Wurm                          | 1840             |
| 195 | Diodor von Sizilien, Historische Bibliothek 19                                                                  | Julius Friedrich Wurm                          | 1840             |
| 196 | Aristoteles, Organon 5                                                                                          | Karl Zell                                      | 1840             |
| 197 | Demosthenes, Werke 7                                                                                            | Heinrich August Pabst                          | 1840             |
| 198 | Demosthenes, Werke 8                                                                                            | Heinrich August Pabst                          | 1840             |
| 199 | Demosthenes, Werke 9                                                                                            | Heinrich August Pabst                          | 1840             |
| 200 | Claudius Aelianus, Thiergeschichten 2                                                                           | Friedrich Jacobs                               | 1840             |
| 201 | Aristoteles, Rhetorik an Alexander; Poetik                                                                      | Leonhard Spengel; Christian Walz               | 1840             |
| 202 | Claudius Aelianus, Thiergeschichten 3                                                                           | Friedrich Jacobs                               | 1840             |
| 203 | Demosthenes, Werke 10                                                                                           | Heinrich August Pabst                          | 1840             |
| 204 | Demosthenes, Werke 11                                                                                           | Heinrich August Pabst                          | 1840             |
| 205 | Demosthenes, Werke 12                                                                                           | Heinrich August Pabst                          | 1840             |
| 206 | Demosthenes, Werke 13                                                                                           | Heinrich August Pabst                          | 1841             |
| 207 | Demosthenes, Werke 14                                                                                           | Heinrich August Pabst                          | 1841             |
| 208 | Demosthenes, Werke 15                                                                                           | Heinrich August Pabst                          | 1841             |
| 209 | Demosthenes, Werke 16                                                                                           | Heinrich August Pabst                          | 1841             |
| 210 | Demosthenes, Werke 17                                                                                           | Heinrich August Pabst                          | 1841             |
| 211 | Demosthenes, Werke 18                                                                                           | Heinrich August Pabst                          | 1841             |
| 212 | Aristoteles, Organon 6                                                                                          | Karl Zell                                      | 1841             |
| 213 | Aristoteles, Organon 7                                                                                          | Karl Zell                                      | 1841             |
| 214 | Claudius Aelianus, Thiergeschichten 4                                                                           | Friedrich Jacobs                               | 1841             |
| 215 | Claudius Aelianus, Thiergeschichten 5                                                                           | Friedrich Jacobs                               | 1841             |
| 216 | Demosthenes, Werke 19                                                                                           | Heinrich August Pabst                          | 1841             |
| 217 | Claudius Aelianus, Thiergeschichten 6                                                                           | Friedrich Jacobs                               | 1842             |
| 218 | Cassius Dio, Römische Geschichte 14                                                                             | Leonhard Tafel                                 | 1844             |
| 219 | Cassius Dio, Römische Geschichte 15                                                                             | Leonhard Tafel                                 | 1844             |
| 220 | Cassius Dio, Römische Geschichte 16                                                                             | Leonhard Tafel                                 | 1844             |
| 221 | Dionysius von Halikarnaß, Urgeschichte der Römer 6                                                              | Adolph Heinrich Christian                      | 1847             |
| 222 | Dionysius von Halikarnaß, Urgeschichte der Römer 7                                                              | Adolph Heinrich Christian                      | 1847             |
| 223 | Dionysius von Halikarnaß, Urgeschichte der Römer 8                                                              | Adolph Heinrich Christian                      | 1847             |
| 224 | Aristoteles, Schriften zur Naturphilosophie 1                                                                   | Franz Anton Kreuz                              | 1847             |
| 225 | Aristoteles, Schriften zur Naturphilosophie 2                                                                   | Franz Anton Kreuz                              | 1847             |
| 226 | Aristoteles, Schriften zur Naturphilosophie 3                                                                   | Franz Anton Kreuz                              | 1847             |
| 227 | Dionysius von Halikarnaß, Urgeschichte der Römer 9                                                              | Adolph Heinrich Christian                      | 1849             |
| 228 | Dionysius von Halikarnaß, Urgeschichte der Römer 10                                                             | Adolph Heinrich Christian                      | 1849             |
| 229 | Dionysius von Halikarnaß, Urgeschichte der Römer 11                                                             | Adolph Heinrich Christian                      | 1849             |
| 230 | Dionysius von Halikarnaß, Urgeschichte der Römer 12                                                             | Adolph Heinrich Christian                      | 1849             |
| 231 | Platon, Phaidros oder vom Schönen 1                                                                             | Ludwig Georgii                                 | 1853             |
| 232 | Platon, Phaidros oder vom Schönen 2; Lysis oder von der Freundschaft                                            | Ludwig Georgii                                 | 1853             |
| 233 | Plutarch, Vergleichende Lebensbeschreibungen 11                                                                 | Johann Gottfried Klaiber                       | 1853             |
| 234 | Pausanias, Beschreibung von Griechenland 5                                                                      | Hans Reichardt                                 | 1854             |
| 235 | Pausanias, Beschreibung von Griechenland 6                                                                      | Hans Reichardt                                 | 1854             |
| 236 | Pausanias, Beschreibung von Griechenland 7                                                                      | Hans Reichardt                                 | 1854             |
| 237 | Flavius Philostratus der Aeltere, Briefe des Apollonius von Tyana; Lebensbeschreibungen der Sophisten 1         | Georg Joseph Bekker; Adolph Heinrich Christian | 1855             |
| 238 | Pausanias, Beschreibung von Griechenland 8                                                                      | Hans Reichardt                                 | 1855             |
| 239 | Plutarch, Vergleichende Lebensbeschreibungen 12                                                                 | Carl Fuchs                                     | 1855             |
| 240 | Flavius Philostratus der Aeltere, Lebensbeschreibungen der Sophisten 2; Briefe und Ueberreste anderer Schriften | Adolph Heinrich Christian                      | 1855             |
| 241 | Platon, Das Gastmahl                                                                                            | Franz Susemihl                                 | 1855             |
| 242 | Polyän, Kriegslisten 3                                                                                          | Carl Fuchs                                     | 1855             |
| 243 | Polyän, Kriegslisten 4                                                                                          | Carl Fuchs                                     | 1855             |
| 244 | Pausanias, Beschreibung von Griechenland 9                                                                      | Hans Reichardt                                 | 1855             |
| 245 | Platon, Phaidon                                                                                                 | Ludwig Georgii                                 | 1855             |
| 246 | Plutarch, Vergleichende Lebensbeschreibungen 13                                                                 | Carl Fuchs                                     | 1855             |
| 247 | Platon, Zehn Bücher vom Staate 1                                                                                | Wilhelm Sigmund Teuffel                        | 1855             |
| 248 | Platon, Zehn Bücher vom Staate 2                                                                                | Wilhelm Sigmund Teuffel                        | 1855             |
| 249 | Flavius Josephus, Geschichte des jüdischen Krieges 1                                                            | Heinrich Paret                                 | 1855             |
| 250 | Flavius Josephus, Geschichte des jüdischen Krieges 2                                                            | Heinrich Paret                                 | 1855             |
| 251 | Platon, Kratylos                                                                                                | Julius Deuschle                                | 1855             |
| 252 | Flavius Josephus, Geschichte des jüdischen Krieges 3                                                            | Heinrich Paret                                 | 1855             |
| 253 | Flavius Josephus, Geschichte des jüdischen Krieges 4                                                            | Heinrich Paret                                 | 1855             |
| 254 | Platon, Menexenos; Hippias der größere                                                                          | Ludwig Georgii                                 | 1855             |
| 255 | Plutarch, Vergleichende Lebensbeschreibungen 14                                                                 | Carl Fuchs                                     | 1855             |
| 256 | Flavius Josephus, Geschichte des jüdischen Krieges 5                                                            | Heinrich Paret                                 | 1855             |
| 257 | Flavius Josephus, Geschichte des jüdischen Krieges 6                                                            | Heinrich Paret                                 | 1855             |
| 258 | Aristoteles, Thiergeschichte 1                                                                                  | Philipp H. Külb                                | 1856             |
| 259 | Platon, Zehn Bücher vom Staate 3                                                                                | Wilhelm Wiegand                                | 1856             |
| 260 | Kaiser Julianus, Caesaren; Bartfeind                                                                            | Christian Nathanael Osiander; Hans Reichardt   | 1856             |
| 261 | Plutarch, Moralische Schriften 14                                                                               | Hans Reichardt                                 | 1856             |
| 262 | Platon, Zehn Bücher vom Staate 4                                                                                | Wilhelm Wiegand                                | 1856             |
| 263 | Aristoteles, Thiergeschichte 2                                                                                  | Philipp H. Külb                                | 1856             |
| 264 | Platon, Protagoras 1                                                                                            | Franz Susemihl                                 | 1856             |
| 265 | Aristoteles, Nikomachische Ethik 1                                                                              | Julius Rieckher                                | 1856             |
| 266 | Plutarch, Moralische Schriften 15                                                                               | Hans Reichardt                                 | 1856             |
| 267 | Platon, Zehn Bücher vom Staate 5                                                                                | Wilhelm Wiegand                                | 1856             |
| 268 | Aristoteles, Nikomachische Ethik 2                                                                              | Julius Rieckher                                | 1856             |
| 269 | Platon, Theaitetos                                                                                              | Julius Deuschle                                | 1856             |
| 270 | Plutarch, Vergleichende Lebensbeschreibungen 15                                                                 | Carl Fuchs                                     | 1856             |
| 271 | Plutarch, Moralische Schriften 16                                                                               | Hans Reichardt                                 | 1856             |
| 272 | Aristoteles, Nikomachische Ethik 3                                                                              | Julius Rieckher                                | 1856             |
| 273 | Aristoteles, Acht Bücher vom Staate 1                                                                           | Carl Friedrich Schnitzer                       | 1856             |
| 274 | Platon, Timaios 1                                                                                               | Franz Susemihl                                 | 1856             |
| 275 | Platon, Protagoras 2; Hippias der Kleinere; Euthyphron                                                          | Franz Susemihl; Ludwig Georgii                 | 1856             |
| 276 | Aristoteles, Acht Bücher vom Staate 2                                                                           | Carl Friedrich Schnitzer                       | 1856             |
| 277 | Platon, Timaios 2                                                                                               | Franz Susemihl                                 | 1856             |
| 278 | Flavius Josephus, Ueber das hohe Alter des jüdischen Volkes, gegen Apion                                        | Heinrich Paret                                 | 1856             |
| 279 | Plutarch, Moralische Schriften 17                                                                               | Hans Reichardt                                 | 1856             |
| 280 | Aristoteles, Acht Bücher vom Staate 3; Oekonomik                                                                | Carl Friedrich Schnitzer                       | 1856             |
| 281 | Aristoteles, Thiergeschichte 3                                                                                  | Philipp H. Külb                                | 1857             |
| 282 | Aristoteles, Thiergeschichte 4                                                                                  | Philipp H. Külb                                | 1857             |
| 283 | Platon, Kritias; Timaios der Lokrer über die Weltseele                                                          | Franz Susemihl                                 | 1857             |
| 284 | Platon, Apologie; Kriton                                                                                        | Ludwig Georgii                                 | 1857             |
| 285 | Aristoteles, Thiergeschichte 5                                                                                  | Philipp H. Külb                                | 1857             |
| 286 | Aristoteles, Von den Theilen der Thiere 1                                                                       | Philipp H. Külb                                | 1857             |
| 287 | Plutarch, Vergleichende Lebensbeschreibungen 16                                                                 | Johann Friedrich Christian Campe               | 1857             |
| 288 | Aristoteles, Von den Theilen der Thiere 2                                                                       | Philipp H. Külb                                | 1857             |
| 289 | Platon, Der Sophist                                                                                             | Julius Deuschle                                | 1857             |
| 290 | Plutarch, Vergleichende Lebensbeschreibungen 17                                                                 | Johann Friedrich Christian Campe               | 1857             |
| 291 | Plutarch, Vergleichende Lebensbeschreibungen 18                                                                 | Johann Friedrich Christian Campe               | 1858             |
| 292 | Plutarch, Vergleichende Lebensbeschreibungen 19                                                                 | Johann Friedrich Christian Campe               | 1858             |
| 293 | Plutarch, Vergleichende Lebensbeschreibungen 20                                                                 | Johann Friedrich Christian Campe               | 1858             |
| 294 | Aristoteles, Eudemische Ethik                                                                                   | Julius Rieckher                                | 1858             |
| 295 | Platon, Gorgias                                                                                                 | Julius Deuschle                                | 1859             |
| 296 | Aristoteles, Große Ethik; Schrift über die Tugenden und die Laster                                              | Julius Rieckher                                | 1859             |
| 297 | Plutarch, Vergleichende Lebensbeschreibungen 21                                                                 | Johann Friedrich Christian Campe               | 1859             |
| 298 | Plutarch, Vergleichende Lebensbeschreibungen 22                                                                 | Johann Friedrich Christian Campe               | 1859             |
| 299 | Plutarch, Vergleichende Lebensbeschreibungen 23                                                                 | Johann Friedrich Christian Campe               | 1859             |
| 300 | Theophrast, Charaktere                                                                                          | Carl Friedrich Schnitzer                       | 1859             |
| 301 | Platon, Dreizehn Briefe 1                                                                                       | Wilhelm Wiegand                                | 1859             |
| 302 | Plutarch, Vergleichende Lebensbeschreibungen 24                                                                 | Johann Friedrich Christian Campe               | 1859             |
| 303 | Platon, Dreizehn Briefe 2                                                                                       | Wilhelm Wiegand                                | 1859             |
| 304 | Aristoteles, Wunderbare Geschichten; Ueber Melissus; Zenon und Gorgias; Briefe                                  | Carl Friedrich Schnitzer                       | 1859             |
| 305 | Plutarch, Moralische Schriften 18                                                                               | Wilhelm Rösch                                  | 1860             |
| 306 | Plutarch, Moralische Schriften 19                                                                               | Carl Friedrich Schnitzer                       | 1860             |
| 307 | Aristoteles, Metaphysik 1                                                                                       | Julius Rieckher                                | 1860             |
| 308 | Aristoteles, Metaphysik 2                                                                                       | Julius Rieckher                                | 1860             |
| 309 | Platon, Menon                                                                                                   | Ludwig Georgii                                 | 1860             |
| 310 | Platon, Laches; Charmides                                                                                       | Ludwig Georgii                                 | 1860             |
| 311 | Aristoteles, Metaphysik 3                                                                                       | Julius Rieckher                                | 1860             |
| 312 | Aristoteles, Metaphysik 4                                                                                       | Julius Rieckher                                | 1860             |
| 313 | Plutarch, Moralische Schriften 20                                                                               | Carl Friedrich Schnitzer                       | 1860             |
| 314 | Plutarch, Moralische Schriften 21                                                                               | Carl Friedrich Schnitzer                       | 1860             |
| 315 | Plutarch, Moralische Schriften 22                                                                               | Carl Friedrich Schnitzer                       | 1860             |
| 316 | Plutarch, Moralische Schriften 23                                                                               | Carl Friedrich Schnitzer                       | 1861             |
| 317 | Plutarch, Moralische Schriften 24                                                                               | Carl Friedrich Schnitzer                       | 1861             |
| 318 | Polybios, Geschichten 1                                                                                         | Johann Friedrich Christian Campe               | 1861             |
| 319 | Polybios, Geschichten 2                                                                                         | Johann Friedrich Christian Campe               | 1861             |
| 320 | Plutarch, Moralische Schriften 25                                                                               | Carl Friedrich Schnitzer                       | 1861             |
| 321 | Polybios, Geschichten 3                                                                                         | Johann Friedrich Christian Campe               | 1861             |
| 322 | Plutarch, Moralische Schriften 26                                                                               | Carl Friedrich Schnitzer                       | 1861             |
| 323 | Platon, Der Staatsmann                                                                                          | Julius Deuschle                                | 1861             |
| 324 | Polybios, Geschichten 4                                                                                         | Johann Friedrich Christian Campe               | 1861             |
| 325 | Platon, Die Gesetze 1                                                                                           | Franz Susemihl                                 | 1862             |
| 326 | Polybios, Geschichten 5                                                                                         | Johann Friedrich Christian Campe               | 1862             |
| 327 | Polybios, Geschichten 6                                                                                         | Johann Friedrich Christian Campe               | 1862             |
| 328 | Aristoteles, Organon 8                                                                                          | Karl Zell                                      | 1862             |
| 329 | Polybios, Geschichten 7                                                                                         | Johann Friedrich Christian Campe               | 1862             |
| 330 | Polybios, Geschichten 8                                                                                         | Johann Friedrich Christian Campe               | 1862             |
| 331 | Polybios, Geschichten 9                                                                                         | Johann Friedrich Christian Campe               | 1862             |
| 332 | Platon, Die Gesetze 2                                                                                           | Franz Susemihl                                 | 1862             |
| 333 | Polybios, Geschichten 10                                                                                        | Johann Friedrich Christian Campe               | 1862             |
| 334 | Platon, Die Gesetze 3                                                                                           | Franz Susemihl                                 | 1862             |
| 335 | Polybios, Geschichten 11                                                                                        | Johann Friedrich Christian Campe               | 1863             |
| 336 | Platon, Die Gesetze 4                                                                                           | Franz Susemihl                                 | 1862             |
| 337 | Polybios, Geschichten 12                                                                                        | Johann Friedrich Christian Campe               | 1862             |
| 338 | Platon, Die Gesetze 5                                                                                           | Franz Susemihl                                 | 1862             |
| 339 | Polybios, Geschichten 13                                                                                        | Johann Friedrich Christian Campe               | 1863             |
| 340 | Platon, Die Gesetze 6                                                                                           | Franz Susemihl                                 | 1863             |
| 341 | Polybios, Geschichten 14                                                                                        | Johann Friedrich Christian Campe               | 1863             |
| 342 | Platon, Die Gesetze 7; Epinomis                                                                                 | Franz Susemihl                                 | 1863             |
| 343 | Platon, Ion | Franz Susemihl                                 | 1864             |
| 344 | Platon, Alkibiades I; Alkibiades II                                                                             | Franz Susemihl                                 | 1864             |
| 345 | Hypereides, Erhaltene Reden; Lykurgos, Rede gegen Leokrates                                                     | Wilhelm Sigmund Teuffel; Carl Holzer           | 1865             |
| 346 | Platon, Kleitophon; Theages; Die Nebenbuhler; Minos oder vom Gesetz                                             | Franz Susemihl                                 | 1865             |
| 347 | Platon, Hipparchos oder von der Gewinnsucht; Von der Gerechtigkeit; Demodokos; Sisyphos; Definitionen           | Franz Susemihl                                 | 1865             |
| 348 | Platon, Parmenides                                                                                              | Franz Susemihl                                 | 1865             |
| 349 | Platon, Euthydemos                                                                                              | Franz Susemihl                                 | 1865             |
| 350 | Lysias, Die erhaltenen Reden 1                                                                                  | Ferdinand Baur                                 | 1867             |
| 351 | Lysias, Die erhaltenen Reden 2                                                                                  | Ferdinand Baur                                 | 1867             |
| 352 | Lysias, Die erhaltenen Reden 3                                                                                  | Ferdinand Baur                                 | 1868             |
| 353 | Lysias, Die erhaltenen Reden 4                                                                                  | Ferdinand Baur                                 | 1868             |
| 354 | Platon, Philebos 1                                                                                              | Ludwig Georgii                                 | 1869             |
| 355 | Platon, Philebos 2                                                                                              | Ludwig Georgii                                 | 1869             |